# Мастодонты
Мастодо́нты (лат. Mammutidae) — семейство вымерших млекопитающих из отряда хоботных (Proboscidea). Три рода из неогена, обитали в Евразии, Африке, Америке. В Европе дожили до плейстоцена, в Северной Америке — до начала голоцена.
Иногда мастодонтами называют представителей семейства гомфотериевых (Gomphotheriidae). Описано по крайней мере 10 их видов.

## Описание
Мастодонты отличаются от мамонтов и ныне живущих слонов (тоже хоботных, но из семейства Elephantidae) по ряду признаков, из которых наиболее существенные связаны со строением зубов. У мастодонтов на жевательной поверхности моляров (коренных зубов) находится ряд парных соскообразных бугров. Само название этих животных происходит от греческих слов μαστός «сосок» и ὀδούς «зуб». В отличие от них, у мамонтов и слонов на молярах расположен ряд поперечных гребней, разделённых цементом.
У многих мастодонтов вторые резцы были превращены в бивни. В отличие от современных слонов, у мастодонтов бивни имелись как в верхней, так и в нижней челюсти. Поздние мастодонты имели только одну пару бивней в верхней челюсти. У некоторых представителей семейства гомфотериевые нижние бивни были лопатообразными и использовались для рытья. Мастодонты были растительноядными — одни виды объедали ветки деревьев и кустарников, другие в процессе эволюции всё более переходили на питание травой.
Крупный самец американского мастодонта Mammut americanum достигал высоты 3 м в холке, но ни один вид этой группы не превосходил по общим размерам современных слонов с их длинным и массивным телом и своеобразным скошенным черепом. Взрослые самцы жили отдельно от стада, состоявшего из самок и детёнышей. Половая зрелость наступала к 10—15 годам, а продолжительность жизни составляла около 60 лет.

## История
Первые мастодонты появились в Африке в позднем эоцене, примерно 35 млн лет назад. Позднее эти хоботные распространились в Европе, Азии, Северной и Южной Америке. Последние американские мастодонты вымерли около 10 000 лет назад, вероятно, из-за совместного влияния климатических факторов и охоты на них позднепалеолитических людей культуры Кловис. Одной из причин вымирания американских мастодонтов мог быть также туберкулёз.

## ДНК
В 2007 году немецкими учёными была изучена митохондриальная ДНК из зуба мастодонта, имевшего возраст 130—50 тысяч лет. В 2018 году была опубликована митохондриальная ДНК мастодонтов (Mammut americanum) с Аляски (M. americanum_I) возрастом более 50 тыс. лет и из залива Мэн на северо-востоке США (M. americanum_X) возрастом ∼13,4 тыс. лет. По данным палеогенетиков, мастодонты отделились от предков слонов примерно 30—20 млн лет назад.

## Скелеты мастодонтов в музеях

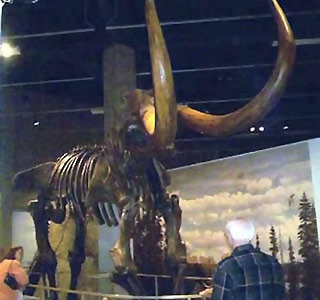
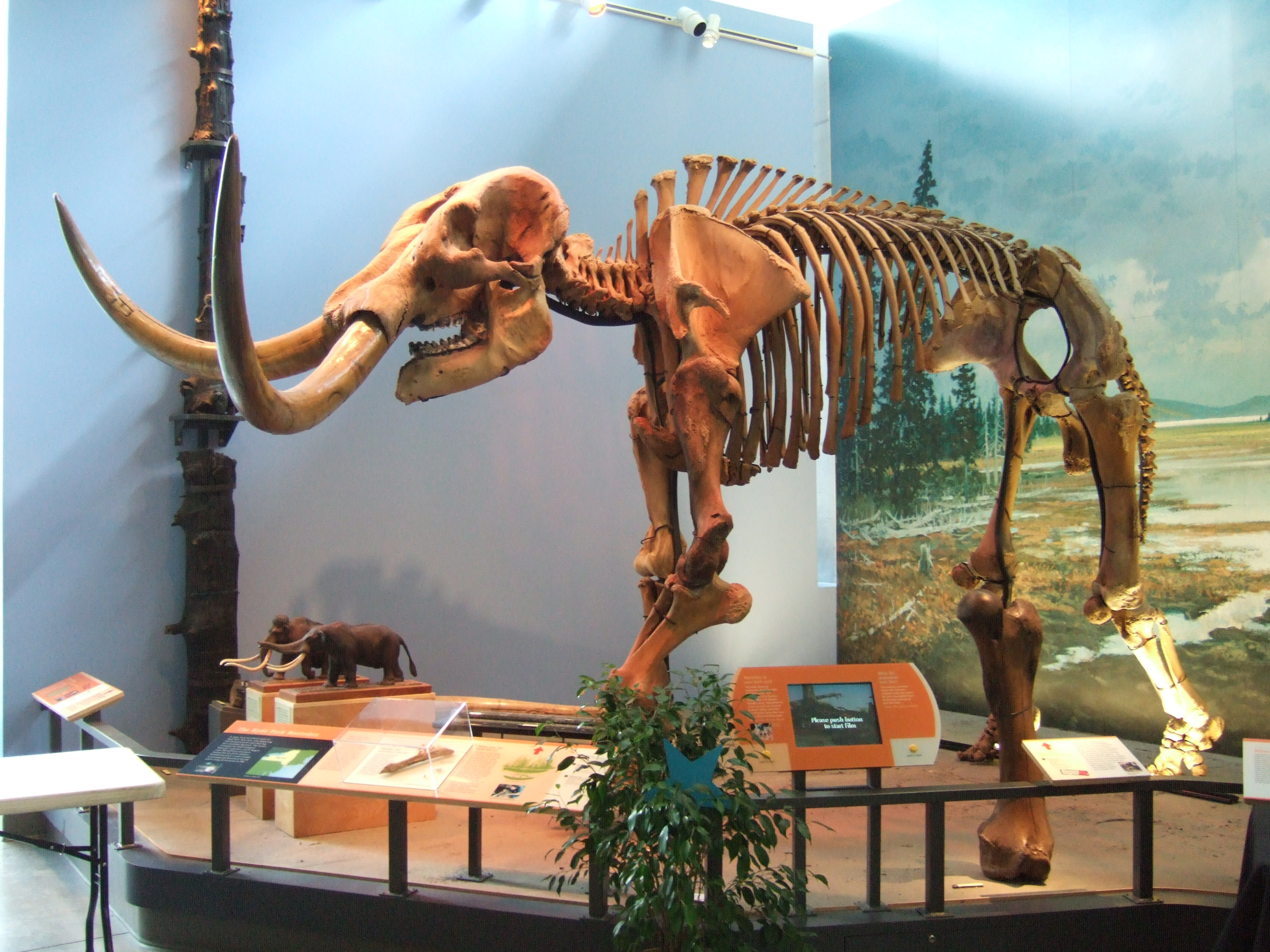
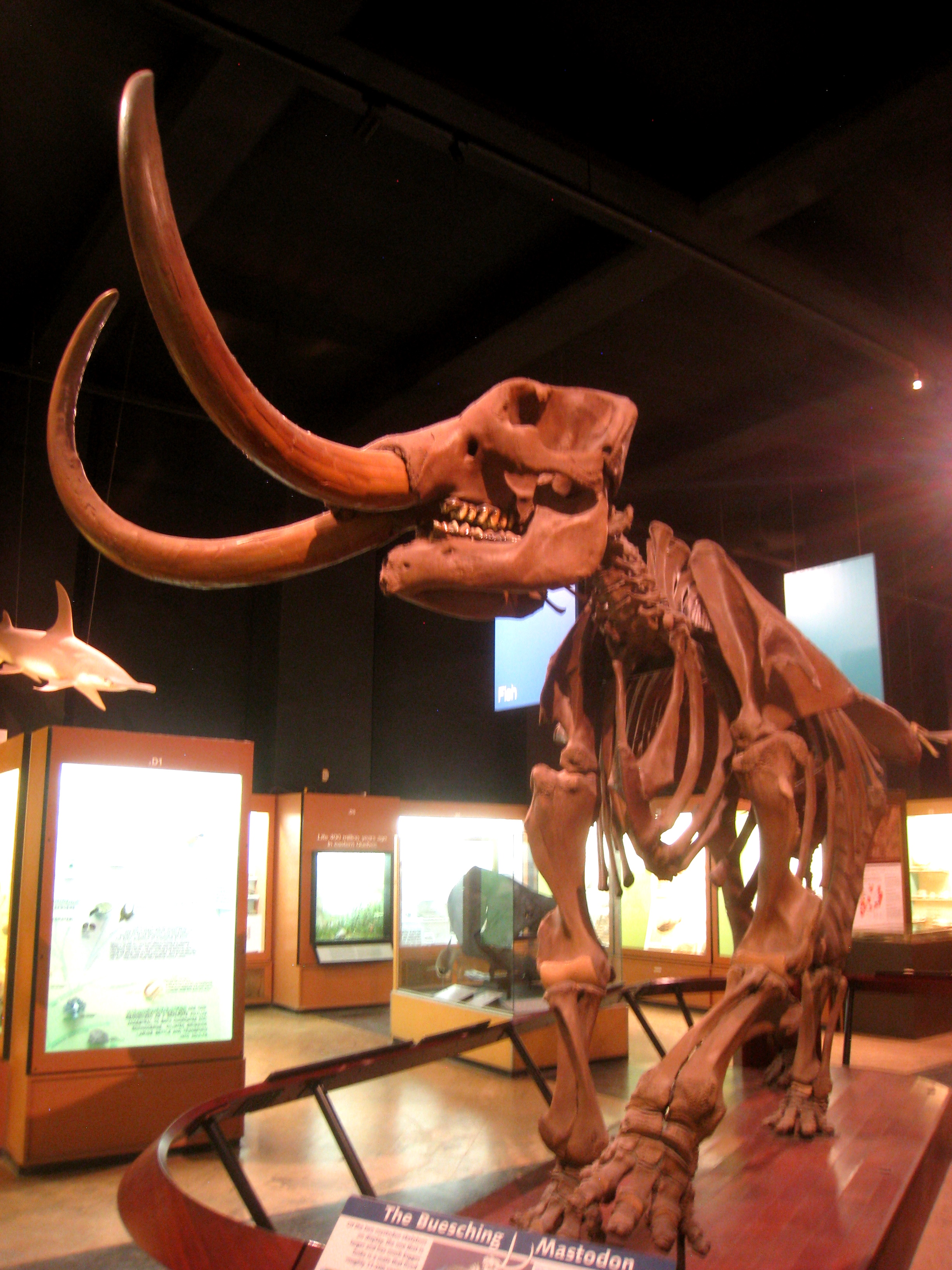
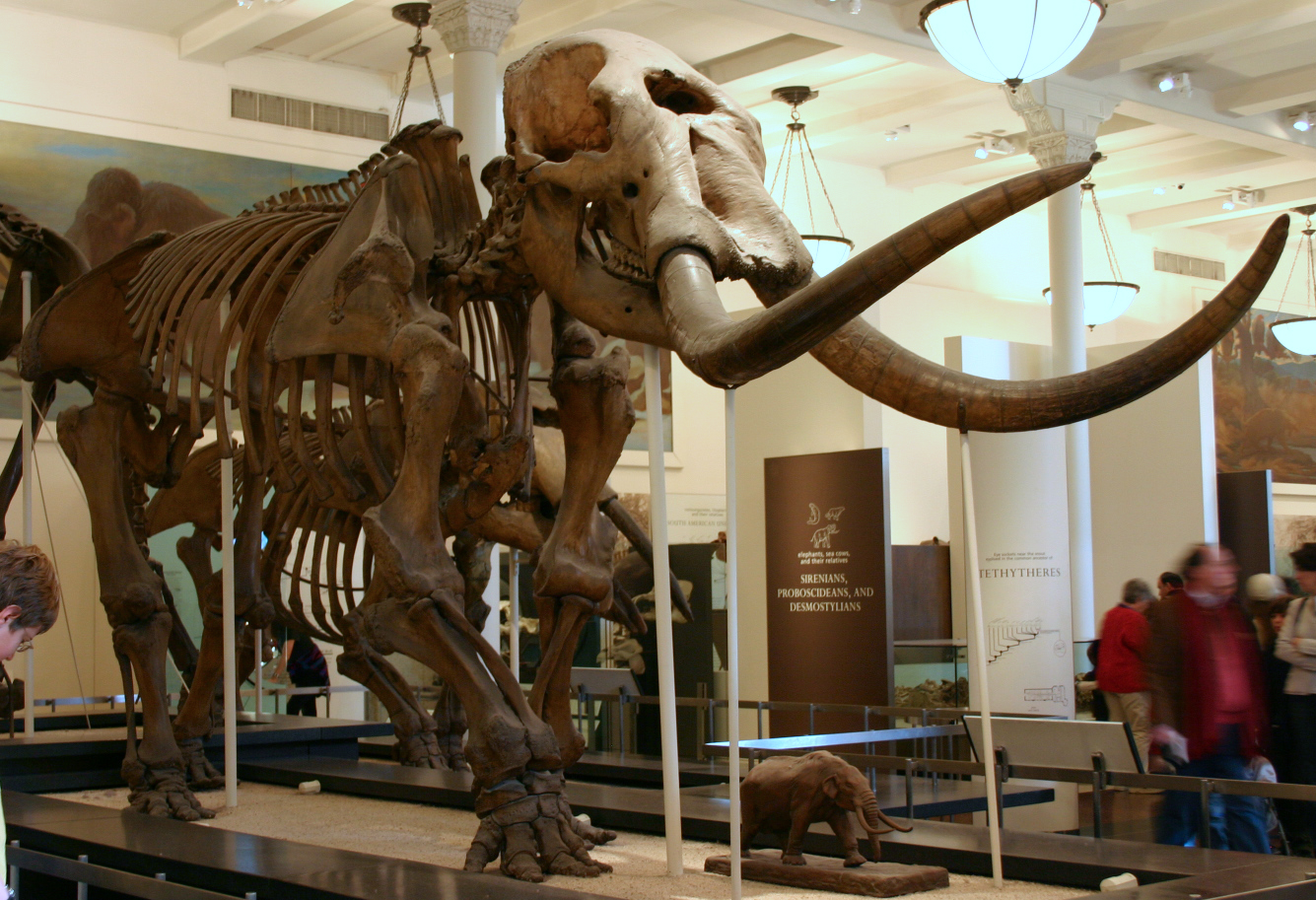